# Sistema renina-angiotensina-aldosterone

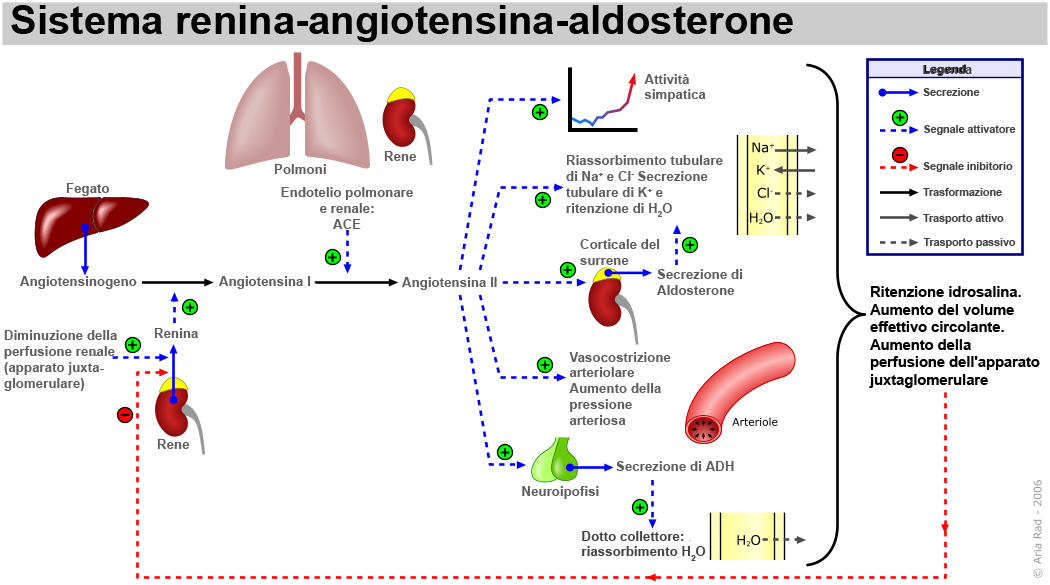
Schema d'azione del sistema renina-angiotensina-aldosterone

Il sistema renina-angiotensina-aldosterone (SRAA) o sistema renina-angiotensina (SRA) è un meccanismo ormonale che regola la pressione sanguigna, il volume plasmatico circolante (volemia) e il tono della muscolatura arteriosa attraverso diversi meccanismi.
Quando la perfusione dell'apparato iuxtaglomerulare diminuisce, quest'ultimo converte un precursore (la prorenina, già presente nel sangue) in renina, che viene secreto direttamente nella circolazione. La renina plasmatica procede quindi alla conversione dell'angiotensinogeno, rilasciato dal fegato, in angiotensina I. L'angiotensina I viene successivamente convertita in angiotensina II dall'enzima di conversione dell'angiotensina, l'ACE (dall'inglese angiotensin-converting enzyme) presente nei capillari polmonari. L'angiotensina II è un potente peptide vasocostrittore che provoca un restringimento dei vasi sanguigni, con conseguente aumento della pressione sanguigna. L'angiotensina II stimola anche la secrezione dell'ormone aldosterone dalla corteccia surrenale. L'aldosterone induce i tubuli renali ad aumentare il riassorbimento di sodio e acqua nel sangue, causando allo stesso tempo l'escrezione di potassio (per mantenere l'equilibrio elettrolitico). Questo aumenta il volume del liquido extracellulare nel corpo, che aumenta anche la pressione sanguigna. 
Se l'SRAA è anormalmente attivo, la pressione sanguigna sarà troppo alta. Ci sono molti farmaci che interrompono diversi passaggi in questo sistema per abbassare la pressione sanguigna. Questi farmaci sono uno dei modi principali per controllare l'ipertensione, l'insufficienza cardiaca, l'insufficienza renale e gli effetti dannosi del diabete.

## Attivazione
La renina è prodotta dalle cellule iuxtaglomerulari del rene in seguito a diversi stimoli.
- riduzione del volume sanguigno circolante (ipovolemia) e bassa pressione arteriosa (ipotensione): tali stimoli sono rilevati dalla presenza di cellule specializzate dall'apparato juxtaglomerulare. Sul lato vascolare le cellule Polkissen misurano costantemente l'apporto sanguigno dell'arteriola afferente al nefrone in qualità di barocettori. Sul lato tubulare invece le cellule della macula densa misurano la concentrazione di sodio nel liquido tubulare in qualità di chemocettori: se la concentrazione di sodio diminuisce attiva la produzione di renina. Ciò è dovuto in quanto una bassa pressione arteriosa provoca un più lento scorrimento del liquido nel tubulo, consentendo al sodio di essere riassorbito in maggior misura prima di essere "analizzato" dalla macula densa.
- stimoli da parte del sistema nervoso ortosimpatico: i barocettori del seno carotideo, al diminuire della pressione cardiaca, inviano stimolo al centro vasomotore del midollo provocando una stimolazione ortosimpatica, tra cui la stimolazione dei recettori Beta-1 adrenergici che si trovano, tra l'altro, anche tra le cellule juxtaglomerulari per un'ulteriore stimolazione al rilascio di renina.
- altri stimoli anche di natura patologica.

L'insieme di questi stimoli aumenta il rilascio di renina nel torrente ematico.
La renina converte un peptide inattivo prodotto dal fegato, l'angiotensinogeno, in angiotensina I; quest'ultimo peptide viene convertito a sua volta in angiotensina II dall'enzima di conversione dell'angiotensina I o ACE (dall'inglese angiotensin-converting enzyme), presente principalmente a livello dei capillari polmonari.
L'ACE, trovandosi esposto a livello dei capillari polmonari, oltre a convertire l'angiotensina I in angiotensina II, ha anche la funzione di inibire le bradichinine (che hanno funzione vasodilatatoria).
L'angiotensina II è il principale prodotto bioattivo del sistema renina-angiotensina ed ha un'azione ormonale sia endocrina, sia autocrina/paracrina, che intracrina. 

## Effetti
L'angiotensina II, a differenza dell'angiotensina I, è molto potente in termini di varietà di effetti esercitati sull'organismo.
- È un potente vasocostrittore: soprattutto a livello di venule e arteriole. L'azione vasocostrittoria sul sistema venoso, fa sì che una maggior quantità di sangue venga mobilizzata e giunga al cuore per essere ossigenata e andare in circolo (aumento quindi del volume sistolico e della pressione sistolica).L'azione sulle arteriole invece fa sì che il sangue si localizzi maggiormente sui grandi vasi, limitando al minimo la dispersione ematica negli organi periferici (con conseguente aumento di pressione diastolica).
- A livello renale costringe tutte le arteriole del glomerulo, esplicando un effetto sia sulle arteriole afferenti che su quelle efferenti, prevalendo su queste ultime. La costrizione delle arteriole afferenti determina un incremento della resistenza arteriolare, con conseguente aumento della pressione sistemica e diminuzione del flusso sanguigno (nel glomerulo). Nonostante la caduta di flusso i reni possono continuare la loro attività di ultrafiltrazione grazie a meccanismi che mantengono elevata la pressione glomerulare e costante il GFR (grazie alla vasocostrizione delle arteriole efferenti maggiormente delle afferenti, ad opera dell'angiotensina II).
- Nella corteccia della ghiandola surrenale, causa il rilascio di aldosterone. Questo ormone agisce sui tubuli renali a livello del tubulo contorto distale e del dotto collettore, favorendo il riassorbimento di sodio dall'urina. In altre parole recettori dell'aldosterone che si trovano sulle cellule del tubulo contorto distale regolano l'espressione genica in diversi modi per evitare l'eliminazione di acqua con l'urina:
  - Aumento di pompe sodio potassio sulla porzione di membrana non a contatto con il tubulo. Ciò provoca un aumento consistente della concentrazione di potassio e impoverimento di sodio intracellulare.
  - Aumento di canali per il sodio e per il potassio sulla porzione endoluminale della membrana cellulare. Per semplice osmosi il potassio viene rilasciato nel tubulo, mentre il sodio viene richiamato nello spazio intracellulare impoverito di esso. Tale effetto permette a fronte di una eliminazione del potassio, un richiamo di sodio dal liquido tubulare che ha come conseguenza naturale il riassorbimento di acqua.

- L'angiotensina II agisce a livello del Sistema nervoso centrale, contribuendo ad aumentare il senso di appetito per il salato ed il senso della sete.
- Facilita il rilascio dell'ormone antidiuretico, la vasopressina, per opera dell'ipotalamo. L'ormone antidiuretico agisce sul tubulo collettore inducendolo a riassorbire acqua.

Tutti questi effetti hanno l'azione comune di aumentare la quantità di liquido nel sangue aumentandone la sua pressione.

## Significato clinico
Il sistema renina-angiotensina è spesso oggetto di interventi di tipo clinico per il trattamento dell'ipertensione. Gli ACE-inibitori vengono spesso utilizzati per limitare la produzione dell'angiotensina II. L'Aliskiren è un inibitore diretto della renina.
Al contrario, gli antagonisti dei recettori dell'angiotensina II (ARBs) vengono usati per inibire gli effetti dell'angiotensina, che viene normalmente prodotta ma inibita nelle sue azioni sulle cellule bersaglio.
L'utilizzo combinato degli ACE-inibitori e degli ARBs viene definito "doppio blocco" ed usato in alcuni pazienti in insufficienza renale cronica.

## Il sistema renina-angiotensina nel feto
Nel feto, il sistema renina-angiotensina è prettamente caratterizzato da perdita di sodio, dato che l'angiotensina I ha soltanto un effetto assai limitato o nullo sui livelli di aldosterone.
Mentre i livelli di renina, nel feto, sono elevati, i livelli di angiotensina II sono alquanto bassi a causa del basso flusso sanguigno polmonare; ciò impedisce all'ACE, principalmente presente nella circolazione polmonare, di manifestare il suo effetto massimo.